# Moje tak zwane życie
Moje tak zwane życie (ang. My So-Called Life, 1994–1995) – amerykański serial młodzieżowy stworzony przez Winniego Holzmana. Wyprodukowany przez The Bedford Falls Company i ABC Productions.
Światowa premiera serialu miała miejsce 25 sierpnia 1994 roku na antenie ABC. Ostatni odcinek serialu został wyemitowany 26 stycznia 1995 roku.

## Opis fabuły
Serial opowiada o piętnastoletniej dziewczynie imieniem Angela, zbuntowanej nastolatce, rozerwanej między rzeczywistością a światem marzeń.

## Obsada
- Claire Danes jako Angela Chase
- Bess Armstrong jako Patricia "Patty" Chase
- Jared Leto jako Jordan Catalano
- Tom Irwin jako Graham Chase
- Lisa Wilhoit jako Danielle Chase
- A. J. Langer jako Rayanne Graff
- Wilson Cruz jako Enrique "Rickie" Vasquez
- Devon Odessa jako Sharon Cherski
- Devon Gummersall jako Brian Krakow

## Spis odcinków
| N/o            | Tytuł angielski                  |
| -------------- | -------------------------------- |
|                |                                  |
| SERIA PIERWSZA |                                  |
|                |                                  |
| 01             | Pilot                            |
|                |                                  |
| 02             | Dancing in the Dark              |
|                |                                  |
| 03             | Guns and Gossip                  |
|                |                                  |
| 04             | Father Figures                   |
|                |                                  |
| 05             | The Zit                          |
|                |                                  |
| 06             | The Substitute                   |
|                |                                  |
| 07             | Why Jordan Can't Read            |
|                |                                  |
| 08             | Strangers in the House           |
|                |                                  |
| 09             | Halloween                        |
|                |                                  |
| 10             | Other People's Mothers           |
|                |                                  |
| 11             | Life of Brian                    |
|                |                                  |
| 12             | Self-Esteem                      |
|                |                                  |
| 13             | Pressure                         |
|                |                                  |
| 14             | On the Wagon                     |
|                |                                  |
| 15             | So-Called Angels                 |
|                |                                  |
| 16             | Resolutions                      |
|                |                                  |
| 17             | Betrayal                         |
|                |                                  |
| 18             | Weekend                          |
|                |                                  |
| 19             | In Dreams Begin Responsibilities |
|                |                                  |